# Campeonato Sul-Americano de Atletismo de 2023 - Resultados
Esses foram os resultados do Campeonato Sul-Americano de Atletismo de 2023 que ocorreu de 28 a 30 de julho de 2023 no COTP, em São Paulo, no Brasil.

## Resultado masculino

### 100 metros
Bateria – 28 de julho
Vento:
Bateria 1: +0.6 m/s, Bateria 2: -0.6 m/s
| Posição | Bateria | Atleta                  | Nacionalidade | Tempo | Notas |
| ------- | ------- | ----------------------- | ------------- | ----- | ----- |
| 2       | 2       | Paulo André de Oliveira | Brasil        | 10.07 | Q     |
| 3       | 1       | Erik Cardoso            | Brasil        | 10.08 | Q     |
| 4       | 2       | Ronal Longa             | Colômbia      | 10.18 | Q     |
| 5       | 1       | Alonso Edward           | Panamá        | 10.24 | Q     |
| 6       | 2       | Katriel Angulo          | Equador       | 10.38 | q     |
| 7       | 2       | David Vivas             | Venezuela     | 10.40 | q     |
| 8       | 1       | Neiker Abello           | Colômbia      | 10.40 | Q     |
| 9       | 1       | Franco Florio           | Argentina     | 10.40 |       |
| 10      | 1       | Alexis Nieves           | Venezuela     | 10.42 |       |
| 11      | 1       | Aron Patrick            | Peru          | 10.45 | NU20R |
| 12      | 2       | Fredy Maidana           | Paraguai      | 10.57 |       |
| 13      | 1       | Gustavo Mongelós        | Paraguai      | 10.62 |       |
| 13      | 2       | Alexander Salazar       | Panamá        | 10.62 |       |
| 15      | 2       | Steeven Salas           | Equador       | 10.64 |       |
| 16      | 1       | D'Angelo Huisden        | Suriname      | 11.02 |       |
| 17      | 2       | Issam Asinga            | Suriname      | DSQ   | [ a ] |

Final – 28 de julho
Vento:
+0.8 m/s
| Posição           | Raia | Atleta                  | Nacionalidade | Tempo | Notas            |
| ----------------- | ---- | ----------------------- | ------------- | ----- | ---------------- |
| Medalha de ouro   | 3    | Erik Cardoso            | Brasil        | 9.97  | ,                |
| Medalha de prata  | 7    | Ronal Longa             | Colômbia      | 9.99  | SA23R, SA20R,    |
| Medalha de bronze | 4    | Paulo André de Oliveira | Brasil        | 10.03 |                  |
| 4                 | 6    | Alonso Edward           | Panamá        | 10.14 |                  |
| 5                 | 1    | David Vivas             | Venezuela     | 10.24 | Recorde nacional |
| 6                 | 8    | Katriel Angulo          | Equador       | 10.28 |                  |
| 7                 | 2    | Neiker Abello           | Colômbia      | 10.33 |                  |
| 8                 | 5    | Issam Asinga            | Suriname      | DSQ   | [ a ]            |

### 200 metros
Bateria – 30 de julho
Vento:
Batreria 1: -0.4 m/s, Bateria 2: +0.9 m/s
| Posição | Bateria | Atleta                 | Nacionalidade | Tempo | Notas |
| ------- | ------- | ---------------------- | ------------- | ----- | ----- |
| 1       | 2       | Alonso Edward          | Panamá        | 20.57 | Q     |
| 3       | 2       | Jorge Vides            | Brasil        | 20.66 | Q     |
| 4       | 1       | César Almirón          | Paraguai      | 20.66 | Q     |
| 5       | 2       | Carlos Palacios        | Colômbia      | 20.80 | Q     |
| 6       | 1       | Óscar Baltán           | Colômbia      | 20.86 | Q     |
| 7       | 2       | Juan Ignacio Ciampitti | Argentina     | 20.92 | q     |
| 8       | 1       | Katriel Angulo         | Equador       | 20.98 | q     |
| 9       | 1       | Lucas da Silva         | Brasil        | 20.98 |       |
| 10      | 2       | Anderson Marquinez     | Equador       | 21.17 |       |
| 11      | 1       | Bautista Diamante      | Argentina     | 21.19 |       |
| 12      | 1       | Arturo Deliser         | Panamá        | 21.28 |       |
| 13      | 1       | David Vivas            | Venezuela     | 21.32 |       |
| 14      | 2       | Rafael Vásquez         | Venezuela     | 21.36 |       |
| 15      | 2       | Jhumiler Sánchez       | Paraguai      | 21.59 |       |
| 16      | 1       | Issam Asinga           | Suriname      | DSQ   | [ a ] |

Final – 30 de julho
Vento:
+0.7 m/s
| Posição           | Raia | Atleta                 | Nacionalidade | Tempo | Notas |
| ----------------- | ---- | ---------------------- | ------------- | ----- | ----- |
| Medalha de ouro   | 4    | Alonso Edward          | Panamá        | 20.30 |       |
| Medalha de prata  | 3    | César Almirón          | Paraguai      | 20.49 |       |
| Medalha de bronze | 6    | Jorge Vides            | Brasil        | 20.59 |       |
| 4                 | 7    | Óscar Baltán           | Colômbia      | 20.89 |       |
| 5                 | 1    | Juan Ignacio Ciampitti | Argentina     | 21.01 |       |
| 6                 | 2    | Katriel Angulo         | Equador       | 21.14 |       |
| 7                 | 8    | Carlos Palacios        | Colômbia      | DNS   |       |
| 8                 | 5    | Issam Asinga           | Suriname      | DSQ   | [ a ] |

### 400 metros
Bateria – 29 de julho
| Posição | Raia | Atleta             | Nacionalidade | Tempo | Notas |
| ------- | ---- | ------------------ | ------------- | ----- | ----- |
| 1       | 1    | Lucas Carvalho     | Brasil        | 44.79 | Q,    |
| 2       | 1    | Anthony Zambrano   | Colômbia      | 46.49 | Q     |
| 3       | 2    | Maxsuel Santana    | Brasil        | 46.53 | Q     |
| 4       | 2    | Kelvis Padrino     | Venezuela     | 46.56 | Q     |
| 5       | 2    | Jhon Perlaza       | Colômbia      | 46.57 | Q     |
| 6       | 1    | Pedro Emmert       | Argentina     | 46.61 | Q,    |
| 7       | 1    | Javier Gómez       | Venezuela     | 46.91 | q     |
| 8       | 2    | Elián Larregina    | Argentina     | 46.98 | q     |
| 9       | 2    | Francisco Guerrero | Equador       | 47.39 |       |
| 10      | 2    | Martín Zabala      | Chile         | 47.57 |       |
| 11      | 1    | Lenin Sánchez      | Equador       | 47.58 |       |
| 12      | 1    | Jhumiler Sánchez   | Paraguai      | 48.33 | NU20R |
| 13      | 1    | Nery Peñaloza      | Bolívia       | 49.31 |       |
| 14      | 2    | Marcos González    | Paraguai      | 49.93 |       |

Final – 29 de julho
| Posição           | Raia | Atleta           | Nacionalidade | Tempo | Notas |
| ----------------- | ---- | ---------------- | ------------- | ----- | ----- |
| Medalha de ouro   | 6    | Anthony Zambrano | Colômbia      | 45.52 |       |
| Medalha de prata  | 1    | Elián Larregina  | Argentina     | 45.63 |       |
| Medalha de bronze | 3    | Jhon Perlaza     | Colômbia      | 45.86 |       |
| 4                 | 7    | Kelvis Padrino   | Venezuela     | 46.06 |       |
| 5                 | 2    | Javier Gómez     | Venezuela     | 46.89 |       |
| 6                 | 4    | Maxsuel Santana  | Brasil        | 47.04 |       |
| 7                 | 8    | Pedro Emmert     | Argentina     | 47.50 |       |
| 8                 | 5    | Lucas Carvalho   | Brasil        | 47.64 |       |

### 800 metros
30 de julho
| Posição           | Atleta               | Nacionalidade | Tempo   | Notas |
| ----------------- | -------------------- | ------------- | ------- | ----- |
| Medalha de ouro   | Eduardo Moreira      | Brasil        | 1:47.12 |       |
| Medalha de prata  | Rafael Muñoz         | Chile         | 1:47.27 |       |
| Medalha de bronze | José Maita           | Venezuela     | 1:47.65 |       |
| 4                 | Jelssin Robledo      | Colômbia      | 1:48.16 |       |
| 5                 | Ryan López           | Venezuela     | 1:48.79 |       |
| 6                 | Guilherme Kurtz      | Brasil        | 1:48.80 |       |
| 7                 | Fernando Arevalo     | Chile         | 1:49.01 |       |
| 8                 | Leandro Paris        | Argentina     | 1:49.18 |       |
| 9                 | Luis Eduardo Viafara | Colômbia      | 1:49.69 |       |
| 10                | Julian Alberto       | Argentina     | 1:50.98 |       |
| 11                | Gerson Montes        | Equador       | 1:52.94 |       |
| 12                | Antoliano Arrua      | Paraguai      | 2:00.82 |       |

### 1.500 metros
28 de julho
| Posição           | Atleta               | Nacionalidade | Tempo   | Notas |
| ----------------- | -------------------- | ------------- | ------- | ----- |
| Medalha de ouro   | Diego Lacamoire      | Argentina     | 3:47.99 |       |
| Medalha de prata  | Guilherme Kurtz      | Brasil        | 3:48.11 |       |
| Medalha de bronze | Andre Carlos Sales   | Brasil        | 3:49.24 |       |
| 4                 | Luis Eduardo Viafara | Colômbia      | 3:49.27 |       |
| 5                 | Gerson Montes        | Equador       | 3:50.66 |       |
| 6                 | Eduardo Gregorio     | Uruguai       | 3:52.62 |       |
| 7                 | Alfredo Toledo       | Chile         | 3:53.73 |       |
| 8                 | Ericky Manoel        | Paraguai      | 4:05.22 |       |
| 9                 | José Zabala          | Argentina     | 4:08.86 |       |
| 10                | Diego Uribe          | Chile         | 4:20.25 |       |

### 5.000 metros
30 de julho
| Posição           | Atleta             | Nacionalidade | Tempo    | Notas |
| ----------------- | ------------------ | ------------- | -------- | ----- |
| Medalha de ouro   | Valentín Soca      | Uruguai       | 13:55.42 |       |
| Medalha de prata  | Julian Molina      | Argentina     | 13:55.75 |       |
| Medalha de bronze | Altobelli da Silva | Brasil        | 13:55.91 |       |
| 4                 | Diego Arévalo      | Equador       | 14:04.05 |       |
| 5                 | Ignacio Velázquez  | Chile         | 14:14.44 |       |
| 6                 | Martín Cuestas     | Uruguai       | 14:18.51 |       |
| 7                 | Wendell Souza      | Brasil        | 14:33.28 |       |
| 9                 | Carlos San Martín  | Colômbia      | DNF      |       |
| 9                 | Diego Uribe        | Chile         | DNF      |       |
| 9                 | José Zabala        | Argentina     | DNF      |       |
| 9                 | Julio Palomino     | Peru          | DNF      |       |

### 10.000 metros
28 de julho
| Posição           | Atleta             | Nacionalidade | Tempo    | Notas |
| ----------------- | ------------------ | ------------- | -------- | ----- |
| Medalha de ouro   | Carlos Díaz        | Chile         | 28:57.18 |       |
| Medalha de prata  | Ignacio Velázquez  | Chile         | 29:00.91 |       |
| Medalha de bronze | Diego Arévalo      | Equador       | 29:10.79 |       |
| 4                 | José Luis Rojas    | Peru          | 29:15.91 |       |
| 5                 | Ignacio Erario     | Argentina     | 29:23.77 |       |
| 6                 | Luis Ostos         | Peru          | 29:27.73 |       |
| 7                 | Martín Cuestas     | Uruguai       | 30:04.90 |       |
| 8                 | Edgar Chávez       | Argentina     | 32:23.42 |       |
| 9                 | Wendell Souza      | Brasil        | DNF      |       |
| 9                 | Altobelli da Silva | Brasil        | DNF      |       |
| 9                 | Valentín Soca      | Uruguai       | DNF      |       |
| 9                 | Mauricio González  | Colômbia      | DNF      |       |

### 110 metros barreiras
Bateria – 30 de julho
Vento:
Batreria 1: +0.4 m/s, Bateria 2: -1.1 m/s
| Posição | Bateria | Atleta             | Nacionalidade | Tempo | Notas |
| ------- | ------- | ------------------ | ------------- | ----- | ----- |
| 1       | 1       | Eduardo de Deus    | Brasil        | 13.58 | Q     |
| 2       | 1       | Brayan Rojas       | Colômbia      | 13.76 | Q     |
| 3       | 2       | Denner da Silva    | Brasil        | 14.00 | Q     |
| 4       | 2       | Martín Sáenz       | Chile         | 14.03 | Q     |
| 5       | 1       | Mauricio Garrido   | Peru          | 14.11 | Q     |
| 6       | 1       | Juan Pablo Germain | Chile         | 14.16 | q     |
| 7       | 2       | Renzo Cremaschi    | Argentina     | 14.21 | Q     |
| 8       | 2       | Marcos Herrera     | Equador       | 14.24 | q     |
| 9       | 1       | Kevin Mendieta     | Paraguai      | 14.57 |       |

Final – 30 de julho
Vento:
-0.9 m/s
| Posição           | Raia | Atleta             | Nacionalidade | Tempo | Notas     |
| ----------------- | ---- | ------------------ | ------------- | ----- | --------- |
| Medalha de ouro   | 4    | Eduardo de Deus    | Brasil        | 13.59 |           |
| Medalha de prata  | 6    | Brayan Rojas       | Colômbia      | 13.72 |           |
| Medalha de bronze | 5    | Martín Sáenz       | Chile         | 13.76 |           |
| 4                 | 3    | Denner da Silva    | Brasil        | 13.84 |           |
| 5                 | 2    | Renzo Cremaschi    | Argentina     | 14.04 |           |
| 6                 | 1    | Juan Pablo Germain | Chile         | 14.06 |           |
| 7                 | 8    | Marcos Herrera     | Equador       | 14.21 |           |
| 8                 | 7    | Mauricio Garrido   | Peru          | DQ    | R168.6(b) |

### 400 metros barreiras
Bateria – 30 de julho
| Posição           | Bateria | Atleta              | Nacionalidade | Tempo | Notas |
| ----------------- | ------- | ------------------- | ------------- | ----- | ----- |
| Medalha de ouro   | 4       | Matheus da Silva    | Brasil        | 49.44 |       |
| Medalha de prata  | 5       | Bruno de Genaro     | Argentina     | 50.35 |       |
| Medalha de bronze | 8       | Cristóbal Muñoz     | Chile         | 50.89 |       |
| 4                 | 6       | Márcio Teles        | Brasil        | 50.91 |       |
| 5                 | 3       | Diego Courbis       | Chile         | 51.55 |       |
| 6                 | 2       | Iván Eduardo Britez | Paraguai      | 56.40 |       |
| 9                 | 1       | Julio Rodríguez     | Venezuela     | DSQ   |       |
| 9                 | 7       | Damián Moretta      | Argentina     | DNF   |       |

### 3.000 metros com obstáculos
29 de julho
| Posição           | Atleta                 | Nacionalidade | Tempo   | Notas |
| ----------------- | ---------------------- | ------------- | ------- | ----- |
| Medalha de ouro   | Julian Molina          | Argentina     | 8:36.47 |       |
| Medalha de prata  | Carlos San Martín      | Colômbia      | 8:39.23 |       |
| Medalha de bronze | Julio Palomino         | Peru          | 8:48.93 |       |
| 4                 | Mauricio Valdivia      | Chile         | 8:56.77 |       |
| 5                 | Didier Rodríguez       | Panamá        | 9:01.68 |       |
| 6                 | Matheus Borges         | Brasil        | 9:09.07 |       |
| 7                 | Vinícius Alves         | Brasil        | 9:10.76 |       |
| 8                 | Jimmy Gómez            | Equador       | 9:32.48 |       |
| 9                 | Carlos Augusto Johnson | Argentina     | 9:48.28 |       |

### Revezamento 4x100 m
29 de julho
| Posição           | Raia | Nacionalidade | Atletas                                                                    | Tempo | Notas            |
| ----------------- | ---- | ------------- | -------------------------------------------------------------------------- | ----- | ---------------- |
| Medalha de ouro   | 5    | Brasil        | Paulo André de Oliveira, Felipe Bardi, Erik Cardoso, Rodrigo do Nascimento | 38.70 |                  |
| Medalha de prata  | 8    | Paraguai      | Jonathan Wolk, Misael Zalazar, Fredy Maidana, César Almirón                | 39.25 | Recorde nacional |
| Medalha de bronze | 4    | Venezuela     | David Vivas, Rafael Vásquez, Alexis Nieves, Bryant Alamo                   | 39.55 |                  |
| 4                 | 6    | Argentina     | Daniel Londero, Bautista Diamante, Juan Ignacio Ciampitti, Franco Florio   | 39.85 | =                |
| 5                 | 7    | Equador       | Katriel Angulo, Anderson Marquinez, Steeven Salas, Roy Chila               | 40.85 |                  |
| 9                 | 3    | Colômbia      | Jhonny Rentería, Bernardo Baloyes, Carlos Palacios, Neiker Abello          | DNF   |                  |

### Revezamento 4x400 m
30 de julho
| Posição           | Raia | Nacionalidade | Atletas                                                                  | Tempo   | Notas |
| ----------------- | ---- | ------------- | ------------------------------------------------------------------------ | ------- | ----- |
| Medalha de ouro   | 5    | Venezuela     | Javier Gómez, Julio Rodríguez, Kelvis Padrino, José Maita                | 3:04.14 |       |
| Medalha de prata  | 8    | Brasil        | Vitor Hugo dos Santos, Lucas Carvalho, Maxsuel Santana, Douglas da Silva | 3:04.15 |       |
| Medalha de bronze | 7    | Argentina     | Pedro Emmert, Bruno de Genaro, Julián Gaviola, Elián Larregina           | 3:05.76 |       |
| 4                 | 2    | Colômbia      | Jhon Solís, Raúl Mena Pedroza, Gustavo Barrios, Jhon Perlaza             | 3:06.63 |       |
| 5                 | 4    | Equador       | Steeven Salas, Alan Minda, Lenin Sánchez, Francisco Guerrero             | 3:08.07 |       |
| 6                 | 6    | Chile         | Cristóbal Muñoz, Rafael Muñoz, Diego Courbis, Martin Zabala              | 3:14.96 |       |

### 20 km marcha atlética
29 de julho
| Posição           | Atleta            | Nacionalidade | Tempo     | Notas            |
| ----------------- | ----------------- | ------------- | --------- | ---------------- |
| Medalha de ouro   | Luis Henry Campos | Peru          | 1:21:25.6 |                  |
| Medalha de prata  | Jhonatan Amores   | Equador       | 1:21:42.9 |                  |
| Medalha de bronze | Max dos Santos    | Brasil        | 1:23:21.7 |                  |
| 4                 | Juan Manuel Cano  | Argentina     | 1:24:01.1 |                  |
| 5                 | Luca Mazzo        | Brasil        | 1:25:10.0 |                  |
| 6                 | Yassir Cabrera    | Panamá        | 1:25:55.6 | Recorde nacional |
| 7                 | Kevin Cahuana     | Peru          | 1:28:55.0 |                  |
| 8                 | Yohan Melillán    | Chile         | 1:37:07.0 |                  |
| 9                 | Mateo Romero      | Colômbia      | DNF       |                  |

### Salto em altura
30 de julho
| Posição           | Atleta            | Nacionalidade | 1.95 | 2.00 | 2.05 | 2.10 | 2.13 | 2.16 | 2.19 | 2.21 | 2.23 | 2.26 | Resultado | Notas |
| ----------------- | ----------------- | ------------- | ---- | ---- | ---- | ---- | ---- | ---- | ---- | ---- | ---- | ---- | --------- | ----- |
| Medalha de ouro   | Carlos Layoy      | Argentina     | –    | –    | o    | o    | o    | o    | o    | o    | xo   | xx   | 2.23      | =     |
| Medalha de prata  | Fernando Ferreira | Brasil        | –    | –    | –    | o    | o    | o    | o    | o    | xxx  |      | 2.21      |       |
| Medalha de bronze | Talles Silva      | Brasil        | –    | o    | o    | o    | xxo  | xxx  |      |      |      |      | 2.13      |       |
| 4                 | Gilmar Correa     | Colômbia      | –    | –    | o    | xo   | xxx  |      |      |      |      |      | 2.10      |       |
| 5                 | Pedro Alamos      | Chile         | –    | –    | o    | xxx  |      |      |      |      |      |      | 2.05      |       |
| 6                 | Tichani Sake      | Suriname      | o    | xxx  |      |      |      |      |      |      |      |      | 1.95      |       |

### Salto com vara
28 de julho
| Posição           | Atleta                    | Nacionalidade | 4.60 | 4.80 | 5.00 | 5.10 | 5.20 | 5.30 | 5.35 | 5.40 | 5.45 | 5.50 | 5.55 | 5.65 | Resultado | Notas           |
| ----------------- | ------------------------- | ------------- | ---- | ---- | ---- | ---- | ---- | ---- | ---- | ---- | ---- | ---- | ---- | ---- | --------- | --------------- |
| Medalha de ouro   | Germán Chiaraviglio       | Argentina     | –    | –    | –    | –    | xo   | –    | o    | –    | o    | –    | xo   | xxx  | 5.55      |                 |
| Medalha de prata  | Dyander Pacho             | Equador       | –    | –    | o    | –    | o    | xo   | xx–  | o    | xx–  | x    |      |      | 5.40      |                 |
| Medalha de bronze | Ricardo Montes            | Venezuela     | –    | –    | –    | –    | o    | xxo  | –    | xxo  | –    | xxx  |      |      | 5.40      | = , = NU20R     |
| 4                 | Augusto Dutra de Oliveira | Brasil        | –    | xo   | xxo  | –    | xo   | –    | –    | xxo  | –    | xxx  |      |      | 5.40      |                 |
| 5                 | Lucas Alisson             | Brasil        | –    | o    | xxo  | –    | xo   | xo   | xo   | xxx  |      |      |      |      | 5.35      | Recorde pessoal |
| 6                 | Guillermo Correa          | Chile         | –    | o    | xxo  | –    | xo   | xxx  |      |      |      |      |      |      | 5.20      |                 |
| 7                 | Daniel Zupeuc             | Chile         | xxo  | o    | xxo  | xx–  | o    | xxx  |      |      |      |      |      |      | 5.20      |                 |
| 8                 | Austin Ramos              | Equador       | –    | o    | o    | –    | xxo  | xxx  |      |      |      |      |      |      | 5.20      |                 |
| 9                 | José Tomás Nieto          | Colômbia      | –    | –    | –    | xxx  |      |      |      |      |      |      |      |      | NM        |                 |

### Salto em comprimento
28 de julho
| Posição           | Atleta             | Nacionalidade | #1   | #2   | #3   | #4   | #5   | #6   | Resultado | Notas |
| ----------------- | ------------------ | ------------- | ---- | ---- | ---- | ---- | ---- | ---- | --------- | ----- |
| Medalha de ouro   | Emiliano Lasa      | Uruguai       | 7.79 | 7.99 | 8.02 | 8.08 | x    | x    | 8.08      |       |
| Medalha de prata  | Lucas dos Santos   | Brasil        | x    | 7.61 | 2.57 | 7.61 | x    | 7.83 | 7.83      |       |
| Medalha de bronze | José Luis Mandros  | Peru          | x    | 7.76 | x    | x    | x    | x    | 7.76      |       |
| 5                 | Wesley Beraldo     | Brasil        | 7.17 | 7.54 | 7.47 | 7.69 | x    | 7.32 | 7.69      |       |
| 6                 | Vicente Belgeri    | Chile         | 7.55 | 7.33 | x    | x    | 7.62 | 7.31 | 7.62      |       |
| 7                 | Leodan Torrealba   | Venezuela     | 7.16 | 7.07 | 7.26 | x    | 7.26 | 7.35 | 7.35      |       |
| 8                 | Adrián Alvarado    | Panamá        | x    | 7.28 | 5.31 | 7.25 | x    | x    | 7.28      |       |
| 9                 | Lutalo Boyce       | Guiana        | 7.20 | 7.20 | 7.01 |      |      |      | 7.20      |       |
| 10                | Brian López        | Argentina     | 7.16 | 7.15 | x    |      |      |      | 7.16      |       |
| 11                | Alexander Villalba | Paraguai      | 7.12 | 6.99 | x    |      |      |      | 7.12      |       |
| 12                | Luciano Ferrari    | Argentina     | 7.07 | 6.89 | 6.96 |      |      |      | 7.07      |       |
| 13                | Roy Jair Chila     | Equador       | 6.98 | 6.64 | 7.01 |      |      |      | 7.01      |       |
| 14                | Luis Reyes         | Chile         | 6.93 | x    | x    |      |      |      | 6.93      |       |
| 15                | Marco Ponce        | Equador       | 6.91 | 6.91 | x    |      |      |      | 6.91      |       |
| 16                | Juan Gabriel Lugo  | Paraguai      | x    | 6.66 | x    |      |      |      | 6.66      |       |
| 17                | Jhon Berrio        | Colômbia      | x    | x    | 6.56 |      |      |      | 6.56      |       |
| –                 | Arnovis Dalmero    | Colômbia      | 8.06 | x    | 5.91 | 8.07 | 8.29 | –    | NM        | DSQ   |

### Salto triplo
28 de julho
| Posição           | Atleta           | Nacionalidade | #1    | #2    | #3    | #4    | #5    | #6    | Resultado | Notas                 |
| ----------------- | ---------------- | ------------- | ----- | ----- | ----- | ----- | ----- | ----- | --------- | --------------------- |
| Medalha de ouro   | Almir dos Santos | Brasil        | 16.78 | x     | 17.24 | r     |       |       | 17.24     | Recorde do campeonato |
| Medalha de prata  | Geiner Moreno    | Colômbia      | x     | 16.43 | 16.58 | x     | 16.52 | 16.31 | 16.58     |                       |
| Medalha de bronze | Leodan Torrealba | Venezuela     | 16.37 | 16.33 | 16.10 | 16.52 | 16.51 | 16.03 | 16.52     |                       |
| 4                 | Steeven Palacios | Equador       | 15.80 | x     | x     | 16.06 | x     | 16.26 | 16.26     |                       |
| 5                 | Luis Reyes       | Chile         | 15.38 | x     | 16.23 | 14.44 | x     | 16.03 | 16.23     |                       |
| 6                 | Mateus de Sá     | Brasil        | x     | x     | 15.69 | 13.83 | 15.94 | 15.90 | 15.94     |                       |
| 7                 | Doniquel Werson  | Suriname      | 15.05 | x     | 15.88 | 14.84 | x     | x     | 15.88     |                       |
| 8                 | Maximiliano Díaz | Argentina     | 15.81 | 15.38 | 15.66 | x     | 15.86 | 14.62 | 15.86     |                       |
| 9                 | Frixon Chila     | Equador       | 15.08 | 15.48 | x     |       |       |       | 15.48     |                       |
| 10                | Manuel Cuesta    | Colômbia      | 14.74 | 14.89 | –     |       |       |       | 14.89     |                       |

### Arremesso de peso
30 de julho
| Posição           | Atleta                 | Nacionalidade | #1    | #2    | #3    | #4    | #5    | #6    | Resultado | Notas |
| ----------------- | ---------------------- | ------------- | ----- | ----- | ----- | ----- | ----- | ----- | --------- | ----- |
| Medalha de ouro   | Welington Morais       | Brasil        | 20.20 | 20.59 | 20.24 | 20.14 | 19.93 | x     | 20.59     |       |
| Medalha de prata  | Nazareno Sasia         | Argentina     | 18.25 | 18.98 | x     | 19.75 | x     | 19.67 | 19.75     |       |
| Medalha de bronze | Willian Dourado        | Brasil        | 18.96 | 19.45 | 19.27 | 19.19 | 19.30 | 19.35 | 19.45     |       |
| 4                 | Ignacio Carballo       | Argentina     | 18.56 | 18.94 | x     | 18.63 | 17.94 | 18.31 | 18.94     |       |
| 5                 | Flies Matias Puschel   | Chile         | 16.26 | 16.11 | x     | 17.65 | 17.32 | 17.11 | 17.65     |       |
| 6                 | José Joaquin Ballivian | Chile         | x     | 16.75 | x     | 17.26 | x     | 17.28 | 17.28     |       |

### Lançamento de disco
29 de julho
| Posição           | Atleta                  | Nacionalidade | #1    | #2    | #3    | #4    | #5    | #6    | Resultado | Notas |
| ----------------- | ----------------------- | ------------- | ----- | ----- | ----- | ----- | ----- | ----- | --------- | ----- |
| Medalha de ouro   | Claudio Romero          | Chile         | 20.20 | 20.59 | 20.24 | 20.14 | 19.93 | x     | 63.24     |       |
| Medalha de prata  | Juan José Caicedo       | Equador       | 59.24 | 60.91 | 61.96 | x     | x     | 62.46 | 62.46     |       |
| Medalha de bronze | Mauricio Ortega         | Colômbia      | 56.07 | 57.14 | 60.15 | x     | x     | x     | 60.15     |       |
| 4                 | Lucas Nervi             | Chile         | 59.64 | x     | 59.34 | x     | 58.82 | x     | 59.64     |       |
| 5                 | Wellinton da Cruz Filho | Brasil        | 57.14 | 58.07 | 58.95 | x     | x     | x     | 58.95     |       |
| 6                 | Alan de Falchi          | Brasil        | 57.17 | 56.81 | x     | x     | 58.92 | 58.71 | 58.92     |       |
| 7                 | Juan Ignacio Solito     | Argentina     | 51.63 | 47.29 | 53.06 | 50.57 | 53.63 | 51.86 | 53.63     |       |

### Lançamento de martelo
28 de julho
| Posição           | Atleta            | Nacionalidade | #1    | #2    | #3    | #4    | #5    | #6    | Resultado | Notas                 |
| ----------------- | ----------------- | ------------- | ----- | ----- | ----- | ----- | ----- | ----- | --------- | --------------------- |
| Medalha de ouro   | Humberto Mansilla | Chile         | 74.56 | 74.52 | 75.92 | x     | 72.52 | 75.41 | 75.92     | Recorde do campeonato |
| Medalha de prata  | Gabriel Kehr      | Chile         | 72.74 | 74.38 | 74.21 | 75.48 | 74.46 | 75.57 | 75.57     |                       |
| Medalha de bronze | Joaquín Gómez     | Argentina     | 69.44 | 73.77 | x     | x     | 73.27 | x     | 73.77     |                       |
| 4                 | Allan Wolski      | Brasil        | 69.58 | x     | 68.95 | x     | x     | 67.51 | 69.58     |                       |
| 5                 | Elías Díaz        | Colômbia      | x     | 63.01 | 59.36 | 66.76 | 63.98 | x     | 66.76     |                       |
| 6                 | Alencar Pereira   | Brasil        | x     | x     | x     | 62.82 | 65.87 | x     | 65.87     |                       |

### Lançamento de dardo
30 de julho
| Posição           | Atleta                   | Nacionalidade | #1    | #2    | #3    | #4    | #5    | #6    | Resultado | Notas |
| ----------------- | ------------------------ | ------------- | ----- | ----- | ----- | ----- | ----- | ----- | --------- | ----- |
| Medalha de ouro   | Pedro Henrique Rodrigues | Brasil        | 78.62 | 77.74 | 76.72 | 80.26 | x     | 74.37 | 80.26     |       |
| Medalha de prata  | Billy Julio              | Colômbia      | 71.71 | 78.72 | 76.64 | 77.68 | x     | 71.82 | 78.72     |       |
| Medalha de bronze | Luiz Mauricio da Silva   | Brasil        | 68.77 | 71.66 | 77.15 | x     | 73.91 | 77.17 | 77.17     |       |
| 4                 | Lars Anthony Flaming     | Paraguai      | 65.23 | 68.75 | 69.75 | 71.34 | 67.62 | 72.93 | 72.93     |       |
| 5                 | José Escobar             | Equador       | 68.14 | 72.04 | 68.83 | 69.79 | x     | x     | 72.04     |       |
| 6                 | Antonio Ortiz            | Paraguai      | 69.57 | x     | 67.03 | x     | x     | 62.40 | 69.57     |       |
| 7                 | Jonathan Cedeño          | Panamá        | 68.18 | 66.16 | 65.06 | 61.93 | 67.08 | 64.99 | 68.18     |       |

### Decatlo
28 – 29 de julho
| Pos.              | Atleta                | Nacionalidade | 100 m | SD   | AP    | SA   | 400 m | 110 m C/B | AD    | SV   | LD    | 1500 m  | PG   | Notas |
| ----------------- | --------------------- | ------------- | ----- | ---- | ----- | ---- | ----- | --------- | ----- | ---- | ----- | ------- | ---- | ----- |
| Medalha de ouro   | José Fernando Santana | Brasil        | 10.91 | 7.16 | 13.46 | 1.90 | 49.13 | 14.00     | 45.61 | 4.90 | 67.83 | 4:58.04 | 8058 |       |
| Medalha de prata  | Santiago Ford         | Chile         | 11.11 | 7.39 | 13.47 | 2.05 | 50.11 | 14.52     | 46.68 | 4.10 | 67.46 | 5:03.44 | 7845 |       |
| Medalha de bronze | Gerson Izaguirre      | Venezuela     | 11.00 | 7.30 | 14.64 | 1.90 | 50.19 | 14.02     | 41.74 | 4.50 | 53.31 | 4:55.49 | 7691 |       |
| 4                 | Andy Preciado         | Equador       | 11.14 | 6.22 | 15.52 | 1.96 | 52.75 | 14.28     | 50.57 | 4.60 | 62.11 | 5:01.31 | 7679 |       |
| 5                 | Lucas Catanhede       | Brasil        | 10.82 | 7.52 | 12.30 | 1.93 | 51.13 | 14.44     | 36.07 | 4.30 | 47.86 | 4:25.66 | 7504 |       |
| 6                 | Julio Angulo          | Colômbia      | 10.98 | 6.98 | 12.62 | 1.90 | 49.80 | 14.80     | 39.08 | 3.40 | 45.76 | 5:08.74 | 6869 |       |
| 7                 | Elmer Díaz            | Colômbia      | 11.16 | 6.87 | 13.34 | 1.78 | 53.81 | 15.99     | 39.13 | 4.20 | 40.74 | DNF     | 6060 |       |

## Resultado feminino

### 100 metros
Bateria – 28 de julho
Vento:
Bateria 1: +1.2 m/s, Bateria 2: +0.2 m/s
| Posição | Bateria | Atleta                    | Nacionalidade | Tempo | Notas |
| ------- | ------- | ------------------------- | ------------- | ----- | ----- |
| 1       | 2       | Lorraine Martins          | Brasil        | 11.23 | Q     |
| 2       | 1       | Vitoria Cristina Rosa     | Brasil        | 11.27 | Q     |
| 3       | 1       | Ángela Tenorio            | Equador       | 11.36 | Q     |
| 4       | 2       | Aimara Nazareno           | Equador       | 11.46 | Q     |
| 5       | 1       | Natalia Linares           | Colômbia      | 11.50 | Q     |
| 6       | 2       | Anais Hernández           | Chile         | 11.55 | Q     |
| 7       | 1       | María Florencia Lamboglia | Argentina     | 11.58 | q     |
| 8       | 2       | María Victoria Woodward   | Argentina     | 11.60 | q     |
| 9       | 2       | Angélica Gamboa           | Colômbia      | 11.67 |       |
| 10      | 1       | Leticia Arispe            | Bolívia       | 11.73 |       |
| 11      | 1       | Javiera Cañas             | Chile         | 11.81 |       |
| 12      | 1       | Paula Daruich             | Peru          | 11.83 |       |
| 12      | 2       | Macarena Giménez          | Paraguai      | 11.83 |       |
| 14      | 2       | Xenia Hiebert             | Paraguai      | 11.93 |       |
| 15      | 1       | Martina Coronato          | Uruguai       | 12.00 |       |
| 16      | 2       | Guadalupe Torrez          | Bolívia       | 14.19 |       |

Final – 28 de julho
Vento:
+0.7 m/s
| Posição           | Raia | Atleta                    | Nacionalidade | Tempo | Notas |
| ----------------- | ---- | ------------------------- | ------------- | ----- | ----- |
| Medalha de ouro   | 4    | Vitoria Cristina Rosa     | Brasil        | 11.17 | =     |
| Medalha de prata  | 3    | Ángela Tenorio            | Equador       | 11.30 |       |
| Medalha de bronze | 5    | Aimara Nazareno           | Equador       | 11.38 |       |
| 4                 | 7    | Natalia Linares           | Colômbia      | 11.43 |       |
| 5                 | 2    | Anais Hernández           | Chile         | 11.46 |       |
| 6                 | 1    | María Victoria Woodward   | Argentina     | 11.47 |       |
| 7                 | 8    | María Florencia Lamboglia | Argentina     | 11.60 |       |
| 8                 | 6    | Lorraine Martins          | Brasil        | DNF   |       |

### 200 metros
Bateria – 30 de julho
Vento:
Bateria 1: -0.2 m/s, Bateria 2: -0.2 m/s
| Posição | Bateria | Atleta                    | Nacionalidade | Tempo | Notas |
| ------- | ------- | ------------------------- | ------------- | ----- | ----- |
| 1       | 2       | Ana Carolina Azevedo      | Brasil        | 23.44 | Q     |
| 2       | 2       | Nicole Caicedo            | Equador       | 23.54 | Q     |
| 3       | 1       | Aimara Nazareno           | Equador       | 23.59 | Q     |
| 4       | 2       | Shary Vallecilla          | Colômbia      | 23.61 | Q     |
| 5       | 2       | María Florencia Lamboglia | Argentina     | 23.67 | q     |
| 6       | 1       | Martina Weil              | Chile         | 23.80 | Q     |
| 7       | 1       | Melany Bolaño             | Colômbia      | 23.84 | Q     |
| 8       | 1       | María Victoria Woodward   | Argentina     | 24.55 | q     |
| 9       | 1       | Bárbara Leôncio           | Brasil        | 24.59 |       |
| 10      | 1       | Leticia Arispe            | Bolívia       | 24.73 |       |
| 11      | 2       | Alinny Delgadillo         | Bolívia       | 24.75 |       |
| 12      | 1       | Martina Coronato          | Uruguai       | 25.36 |       |
| 13      | 2       | Ruth Báez                 | Paraguai      | 25.64 |       |

Final – 30 de julho
Vento:
+2.0 m/s
| Posição           | Raia | Atleta                    | Nacionalidade | Tempo | Notas           |
| ----------------- | ---- | ------------------------- | ------------- | ----- | --------------- |
| Medalha de ouro   | 5    | Nicole Caicedo            | Equador       | 22.81 | Recorde pessoal |
| Medalha de prata  | 4    | Shary Vallecilla          | Colômbia      | 23.07 |                 |
| Medalha de bronze | 7    | Ana Carolina Azevedo      | Brasil        | 23.13 |                 |
| 4                 | 8    | Martina Weil              | Chile         | 23.16 |                 |
| 5                 | 6    | Aimara Nazareno           | Equador       | 23.42 |                 |
| 6                 | 3    | Melany Bolaño             | Colômbia      | 23.77 |                 |
| 7                 | 1    | María Florencia Lamboglia | Argentina     | 23.92 |                 |
| 8                 | 2    | María Victoria Woodward   | Argentina     | DNS   |                 |

### 400 metros
Bateria – 29 de julho
| Posição | Bateria | Atleta             | Nacionalidade | Tempo   | Notas |
| ------- | ------- | ------------------ | ------------- | ------- | ----- |
| 1       | 2       | Evelis Aguilar     | Colômbia      | 52.68   | Q     |
| 2       | 1       | Nicole Caicedo     | Equador       | 53.32   | Q     |
| 3       | 2       | Tiffani Marinho    | Brasil        | 53.56   | Q     |
| 4       | 1       | Martina Weil       | Chile         | 53.84   | Q     |
| 5       | 1       | Tábata de Carvalho | Brasil        | 54.08   | Q     |
| 6       | 1       | Jennifer Padilla   | Colômbia      | 54.80   | q     |
| 7       | 2       | Virginia Villalba  | Equador       | 55.24   | Q     |
| 8       | 1       | Cecilia Gómez      | Bolívia       | 55.29   | q     |
| 9       | 2       | Noelia Martínez    | Argentina     | 55.67   |       |
| 10      | 2       | Poulette Cardoch   | Chile         | 55.87   |       |
| 11      | 2       | Mariana Arce       | Bolívia       | 57.10   |       |
| 12      | 1       | Camila Roffo       | Argentina     | 57.28   |       |
| 13      | 2       | Montserrath Gauto  | Paraguai      | 59.47   |       |
| 14      | 1       | Briza Dure         | Paraguai      | 1:00.15 |       |

Final – 29 de julho
| Posição           | Raia | Atleta             | Nacionalidade | Tempo | Notas                 |
| ----------------- | ---- | ------------------ | ------------- | ----- | --------------------- |
| Medalha de ouro   | 5    | Martina Weil       | Chile         | 51.11 | Recorde do campeonato |
| Medalha de prata  | 7    | Evelis Aguilar     | Colômbia      | 51.41 |                       |
| Medalha de bronze | 4    | Nicole Caicedo     | Equador       | 51.53 | Recorde nacional      |
| 4                 | 6    | Tiffani Marinho    | Brasil        | 51.83 |                       |
| 5                 | 8    | Tábata de Carvalho | Brasil        | 53.63 |                       |
| 6                 | 1    | Jennifer Padilla   | Colômbia      | 54.29 |                       |
| 7                 | 3    | Virginia Villalba  | Equador       | 54.86 |                       |
| 8                 | 2    | Cecilia Gómez      | Bolívia       | 55.37 |                       |

### 800 metros
30 de julho
| Posição           | Atleta              | Nacionalidade | Tempo   | Notas |
| ----------------- | ------------------- | ------------- | ------- | ----- |
| Medalha de ouro   | Flávia de Lima      | Brasil        | 2:01.82 |       |
| Medalha de prata  | Déborah Rodríguez   | Uruguai       | 2:03.94 |       |
| Medalha de bronze | Berdine Castillo    | Chile         | 2:04.16 |       |
| 4                 | Jaqueline Weber     | Brasil        | 2:04.87 |       |
| 5                 | Andrea Calderón     | Equador       | 2:05.68 |       |
| 6                 | Martina Escudero    | Argentina     | 2:05.83 |       |
| 7                 | Leidy Sinisterra    | Colômbia      | 2:08.83 |       |
| 8                 | Tania Guasace       | Bolívia       | 2:11.54 |       |
| 9                 | Evangelina Thomas   | Argentina     | 2:22.08 |       |
| 99                | Rosangélica Escobar | Colômbia      | DSQ     |       |

### 1.500 metros
28 de julho
| Posição           | Atleta              | Nacionalidade | Tempo   | Notas |
| ----------------- | ------------------- | ------------- | ------- | ----- |
| Medalha de ouro   | Fedra Luna          | Argentina     | 4:14.52 |       |
| Medalha de prata  | July da Silva       | Brasil        | 4:16.11 |       |
| Medalha de bronze | María Pía Fernández | Uruguai       | 4:16.78 |       |
| 4                 | Jaqueline Weber     | Brasil        | 4:18.10 |       |
| 5                 | Carmen Alder        | Equador       | 4:24.15 |       |
| 6                 | Andrea Calderón     | Equador       | 4:25.11 |       |
| 7                 | Josefa Paz          | Chile         | 4:26.12 |       |
| 8                 | Shellcy Sarmiento   | Colômbia      | 4:33.46 |       |
| 9                 | Javiera Faletto     | Chile         | 4:40.92 |       |
| 99                | Mariana Borelli     | Argentina     | DNF     |       |

### 5.000 metros
30 de julho
| Posição           | Atleta            | Nacionalidade | Tempo    | Notas |
| ----------------- | ----------------- | ------------- | -------- | ----- |
| Medalha de ouro   | Fedra Luna        | Argentina     | 16:06.00 |       |
| Medalha de prata  | Thalia Valdivia   | Peru          | 16:12.45 |       |
| Medalha de bronze | Muriel Coneo      | Colômbia      | 16:20.82 |       |
| 4                 | Simone Ferraz     | Brasil        | 16:31.53 |       |
| 5                 | Giselle Álvarez   | Chile         | 16:46.57 |       |
| 6                 | Carolina Lozano   | Argentina     | 16:52.85 |       |
| 7                 | Zeyli Quintanilla | Peru          | 17:57.06 |       |

### 10.000 metros
28 de julho
| Posição           | Atleta                   | Nacionalidade | Tempo   | Notas |
| ----------------- | ------------------------ | ------------- | ------- | ----- |
| Medalha de ouro   | Luz Mery Rojas           | Peru          | 34:25.0 |       |
| Medalha de prata  | Thalia Valdivia          | Peru          | 34:26.0 |       |
| Medalha de bronze | Daiana Ocampo            | Argentina     | 34:28.2 |       |
| 4                 | Silvia Ortiz             | Equador       | 34:32.1 |       |
| 5                 | Muriel Coneo             | Colômbia      | 34:35.0 |       |
| 6                 | Rosa Chacha              | Equador       | 35:06.0 |       |
| 7                 | Jennifer Silva           | Brasil        | 35:46.5 |       |
| 8                 | Giselle Álvarez          | Chile         | 35:49.9 |       |
| 9                 | Maria Lucineida da Silva | Brasil        | 35:58.0 |       |
| 10                | Tania Moser              | Bolívia       | 36:14.0 |       |
| 11                | Marcela Gómez            | Argentina     | 36:46.2 |       |

### 100 metros barreiras
Bateria – 30 de julho
Vento:
Batreria 1: -0.4 m/s, Bateria 2: 0.0 m/s
| Posição | Bateria | Atleta                  | Nacionalidade | Tempo | Notas |
| ------- | ------- | ----------------------- | ------------- | ----- | ----- |
| 1       | 1       | Micaela de Mello        | Brasil        | 13.41 | Q     |
| 2       | 2       | Caroline Tomaz          | Brasil        | 13.48 | Q     |
| 3       | 1       | María Ignacia Eguiguren | Chile         | 13.94 | Q     |
| 4       | 2       | María Alejandra Rocha   | Colômbia      | 14.02 | Q     |
| 5       | 2       | Elisa Keitel            | Chile         | 14.24 | Q     |
| 6       | 2       | Leyka Archibold         | Panamá        | 14.67 | q     |
| 7       | 1       | Millie Díaz             | Uruguai       | 15.02 | Q     |
| 8       | 1       | Rossmary Paredes        | Paraguai      | 15.10 | q     |
| 9       | 2       | Cecilia Milagros        | Paraguai      | 17.21 |       |

Final – 30 de julho
Vento:
+0.3 m/s
| Posição           | Raia | Atleta                  | Nacionalidade | Tempo | Notas |
| ----------------- | ---- | ----------------------- | ------------- | ----- | ----- |
| Medalha de ouro   | 5    | Caroline Tomaz          | Brasil        | 13.26 |       |
| Medalha de prata  | 4    | Micaela de Mello        | Brasil        | 13.34 |       |
| Medalha de bronze | 6    | María Ignacia Eguiguren | Chile         | 13.81 |       |
| 4                 | 3    | María Alejandra Rocha   | Colômbia      | 13.83 |       |
| 5                 | 7    | Elisa Keitel            | Chile         | 14.02 |       |
| 6                 | 8    | Leyka Archibold         | Panamá        | 14.52 |       |
| 7                 | 1    | Rossmary Paredes        | Paraguai      | 14.98 |       |
| 8                 | 2    | Millie Díaz             | Uruguai       | 15.29 |       |

### 400 metros barreiras
30 de julho
| Posição           | Raia | Atleta            | Nacionalidade | Tempo   | Notas |
| ----------------- | ---- | ----------------- | ------------- | ------- | ----- |
| Medalha de ouro   | 5    | Chayenne da Silva | Brasil        | 55.90   |       |
| Medalha de prata  | 7    | Bianca dos Santos | Brasil        | 57.30   |       |
| Medalha de bronze | 6    | Valeria Cabezas   | Colômbia      | 57.31   |       |
| 4                 | 4    | Virginia Villalba | Equador       | 57.46   |       |
| 5                 | 8    | Leyka Archibold   | Panamá        | 1:03.81 |       |
| 9                 | 3    | Fatima Amarilla   | Paraguai      | DNF     |       |

### 3.000 metros com obstáculos
29 de julho
| Posição           | Atleta                    | Nacionalidade | Tempo    | Notas            |
| ----------------- | ------------------------- | ------------- | -------- | ---------------- |
| Medalha de ouro   | Tatiane Raquel da Silva   | Brasil        | 9:55.73  |                  |
| Medalha de prata  | Simone Ferraz             | Brasil        | 9:59.44  |                  |
| Medalha de bronze | Clara Baiocchi            | Argentina     | 10:19.71 |                  |
| 4                 | María José Calfilaf       | Chile         | 10:23.92 | Recorde nacional |
| 5                 | Carolina Lozano           | Argentina     | 10:25.71 |                  |
| 6                 | Stefany López             | Colômbia      | 10:31.17 |                  |
| 7                 | Tania Moser               | Bolívia       | 10:46.72 |                  |
| 8                 | Yajaira Rubio             | Colômbia      | 10:48.62 |                  |
| 9                 | Rolanda Bell              | Panamá        | 11:18.74 |                  |
| 10                | Maria Hortensia Caballero | Paraguai      | 11:33.59 |                  |

### Revezamento 4x100 m
29 de julho
| Posição           | Raia | Nacionalidade | Atletas                                                                           | Tempo | Notas            |
| ----------------- | ---- | ------------- | --------------------------------------------------------------------------------- | ----- | ---------------- |
| Medalha de ouro   | 3    | Brasil        | Ana Carolina Azevedo, Vitoria Cristina Rosa, Bárbara Leôncio, Rosângela Santos    | 43.47 |                  |
| Medalha de prata  | 4    | Colômbia      | Evelyn Rivera, Angélica Gamboa, Shary Vallecilla, Melany Bolaño                   | 44.18 |                  |
| Medalha de bronze | 7    | Chile         | Viviana Olivares, Isidora Jiménez, Anais Hernández, Javiera Cañas                 | 44.40 | Recorde nacional |
| 4                 | 6    | Argentina     | Sofia Casetta, María Florencia Lamboglia, Belén Fritzche, María Victoria Woodward | 45.14 |                  |
| 5                 | 8    | Bolívia       | Lauren Mendoza, Leticia Arispe, Alinny Delgadillo, Valeria Quispe                 | 46.89 |                  |
| 9                 | 5    | Paraguai      | Ruth Andrea Baez, Macarena Giménez, Briza Dure, Xenia Hiebert                     | DNF   |                  |

### Revezamento 4x400 m
30 de julho
| Posição           | Raia | Nacionalidade | Atletas                                                                       | Tempo   | Notas |
| ----------------- | ---- | ------------- | ----------------------------------------------------------------------------- | ------- | ----- |
| Medalha de ouro   | 5    | Colômbia      | Lina Licona, Valeria Cabezas, jennifer Padilla, Evelis Aguilar                | 3:31.39 |       |
| Medalha de prata  | 4    | Brasil        | Jainy Barreto, Julia Aparecida Ribeiro, Daysiellen Atla Dias, Tiffani Marinho | 3:31.63 |       |
| Medalha de bronze | 8    | Chile         | Poulette Cardoch, Berdine Castillo, Anais Hernández, Martina Weil             | 3:35.39 |       |
| 4                 | 7    | Equador       | Virginia Villalba, Andrea Calderón, Aimara Nazareno, Nicole Caicedo           | 3:46.43 |       |
| 5                 | 2    | Bolívia       | Lucía Sotomayor, Cecilia Gómez, Tania Guasace, Mariana Arce                   | 3:48.77 |       |
| 6                 | 3    | Argentina     | Noelia Martínez, Evangelina Thomas, Martina Escudero, Camila Roffo            | 3:53.15 |       |

### 20 km marcha atlética
29 de julho
| Posição           | Atleta               | Nacionalidade | Tempo     | Notas |
| ----------------- | -------------------- | ------------- | --------- | ----- |
| Medalha de ouro   | Mary Luz Andía       | Peru          | 1:29:07.5 | ,     |
| Medalha de prata  | Paula Torres         | Equador       | 1:33:06.1 |       |
| Medalha de bronze | Gabriela Muniz       | Brasil        | 1:33:31.8 |       |
| 4                 | Ángela Castro        | Bolívia       | 1:35:21.1 |       |
| 5                 | Mayra Quispe         | Bolívia       | 1:35:29.6 |       |
| 6                 | Natalia Pulido       | Colômbia      | 1:36:30.5 |       |
| 7                 | Yoci Caballero       | Peru          | 1:41:07.6 |       |
| 8                 | Gabrielly dos Santos | Brasil        | 1:43:35.7 |       |
| 9                 | Anastasia Sanzana    | Chile         | 1:47:24.4 |       |

### Salto em altura
29 de julho
| Posição           | Atleta                | Nacionalidade | 1.65 | 1.70 | 1.75 | 1.78 | 1.81 | 1.84 | 1.87 | Resultado | Notas |
| ----------------- | --------------------- | ------------- | ---- | ---- | ---- | ---- | ---- | ---- | ---- | --------- | ----- |
| Medalha de ouro   | Valdileia Martins     | Brasil        | –    | –    | o    | o    | o    | o    | xxx  | 1.84      |       |
| Medalha de prata  | María Arboleda        | Colômbia      | o    | –    | xo   | o    | xxx  |      |      | 1.78      |       |
| Medalha de bronze | Jennifer Rodríguez    | Colômbia      | –    | o    | xxo  | o    | xxx  |      |      | 1.78      |       |
| 4                 | Maria Eduarda Barbosa | Brasil        | –    | –    | o    | xx–  | x    |      |      | 1.75      |       |
| 5                 | Lorena Aires          | Uruguai       | –    | o    | xxx  |      |      |      |      | 1.70      |       |
| 6                 | Joyce Micolta         | Equador       | xo   | o    | xxx  |      |      |      |      | 1.70      |       |

### Salto com vara
28 de julho
| Posição           | Atleta            | Nacionalidade | 3.20 | 3.40 | 3.60 | 3.80 | 3.90 | 4.00 | 4.15 | 4.20 | 4.25 | 4.30 | 4.40 | 4.50 | 4.60 | 4.73 | Resultado | Notas |
| ----------------- | ----------------- | ------------- | ---- | ---- | ---- | ---- | ---- | ---- | ---- | ---- | ---- | ---- | ---- | ---- | ---- | ---- | --------- | ----- |
| Medalha de ouro   | Juliana Campos    | Brasil        | –    | –    | –    | –    | –    | o    | o    | –    | –    | xo   | o    | o    | xxo  | xxx  | 4.60      |       |
| Medalha de prata  | Robeilys Peinado  | Venezuela     | –    | –    | –    | –    | –    | –    | –    | xo   | –    | xo   | o    | o    | xxx  |      | 4.50      |       |
| Medalha de bronze | Stefany Castillo  | Colômbia      | –    | –    | –    | –    | –    | o    | –    | xxo  | x–   | xx   |      |      |      |      | 4.20      |       |
| 4                 | Isabel de Quadros | Colômbia      | –    | –    | –    | –    | xo   | xo   | xxx  |      |      |      |      |      |      |      | 4.00      |       |
| 5                 | Luciana Gómez     | Argentina     | –    | –    | xo   | xxx  |      |      |      |      |      |      |      |      |      |      | 3.60      |       |
| 6                 | Antonia Crestani  | Chile         | –    | o    | xxx  |      |      |      |      |      |      |      |      |      |      |      | 3.40      |       |
| 7                 | Josefina Britez   | Paraguai      | o    | xxx  |      |      |      |      |      |      |      |      |      |      |      |      | 3.20      |       |

### Salto em comprimento
30 de julho
| Posição           | Atleta           | Nacionalidade | #1   | #2   | #3   | #4   | #5   | #6   | Resultado | Notas |
| ----------------- | ---------------- | ------------- | ---- | ---- | ---- | ---- | ---- | ---- | --------- | ----- |
| Medalha de ouro   | Eliane Martins   | Brasil        | 6.49 | 6.62 | x    | x    | x    | x    | 6.62      |       |
| Medalha de prata  | Lissandra Campos | Brasil        | 6.32 | x    | x    | x    | x    | x    | 6.32      |       |
| Medalha de bronze | Yuliana Angulo   | Equador       | 6.26 | 6.21 | 6.19 | x    | 6.20 | 6.19 | 6.26      |       |
| 4                 | Angie Palacios   | Colômbia      | 6.08 | 6.09 | 6.18 | x    | 5.98 | 5.95 | 6.18      |       |
| 5                 | Rocío Muñoz      | Chile         | 5.88 | 6.01 | 6.02 | x    | x    | 6.07 | 6.07      |       |
| 6                 | Valeria Quispe   | Bolívia       | 5.62 | 5.72 | x    | 5.70 | 5.80 | 5.70 | 5.80      |       |
| 7                 | Estrella Lobo    | Colômbia      | 5.73 | 5.58 | 5.75 | 5.48 | r    |      | 5.75      |       |
| 8                 | Noelia Vera      | Paraguai      | 5.30 | 5.52 | 5.40 | 5.54 | 5.38 | 5.54 | 5.54      |       |
| 9                 | Luciana Roman    | Paraguai      | 5.02 | 5.00 | 5.09 |      |      |      | 5.09      |       |
| 99                | Nathalee Aranda  | Panamá        | r    |      |      |      |      |      | DNS       |       |

### Salto triplo
28 de julho
| Posição           | Atleta              | Nacionalidade | #1    | #2    | #3    | #4    | #5    | #6    | Resultado | Notas           |
| ----------------- | ------------------- | ------------- | ----- | ----- | ----- | ----- | ----- | ----- | --------- | --------------- |
| Medalha de ouro   | Gabriele dos Santos | Brasil        | 13.66 | x     | 13.92 | x     | –     | 13.74 | 13.92     |                 |
| Medalha de prata  | Estrella Lobo       | Colômbia      | x     | 12.96 | 13.54 | 12.93 | 13.08 | x     | 13.54     | Recorde pessoal |
| Medalha de bronze | Adriana Chila       | Equador       | 13.03 | x     | 12.33 | 13.25 | 13.42 | 11.39 | 13.42     |                 |
| 4                 | Mairy Pires         | Venezuela     | 13.06 | x     | 13.27 | 13.38 | 13.31 | x     | 13.38     |                 |
| 5                 | Liuba Zaldívar      | Equador       | 13.33 | x     | x     | x     | r     |       | 13.33     |                 |
| 6                 | Nerli Cantoni       | Colômbia      | x     | 12.94 | 12.90 | 12.91 | 13.18 | 13.26 | 13.26     | Recorde pessoal |
| 7                 | Ketllyn Zanette     | Brasil        | 12.72 | 13.10 | x     | 13.07 | 13.13 | 12.92 | 13.13     |                 |
| 8                 | Valeria Quispe      | Bolívia       | 12.86 | 12.70 | 12.82 | 13.07 | x     | 12.68 | 13.07     |                 |
| 9                 | Millie Díaz         | Uruguai       | 12.37 | 12.27 | 12.62 |       |       |       | 12.62     |                 |

### Arremesso de peso
28 de julho
| Posição           | Atleta                | Nacionalidade | #1    | #2    | #3    | #4    | #5    | #6    | Resultado | Notas |
| ----------------- | --------------------- | ------------- | ----- | ----- | ----- | ----- | ----- | ----- | --------- | ----- |
| Medalha de ouro   | Ivana Gallardo        | Chile         | 16.13 | 17.30 | x     | 17.39 | 17.17 | 16.41 | 17.39     |       |
| Medalha de prata  | Lívia Avancini        | Brasil        | x     | 16.21 | 16.67 | 17.04 | 16.41 | 16.56 | 17.04     |       |
| Medalha de bronze | Natalia Duco          | Chile         | 16.51 | 16.93 | 16.79 | 16.55 | 16.42 | 16.58 | 16.93     |       |
| 4                 | Ahymara Espinoza      | Venezuela     | 15.74 | 16.66 | 16.60 | 16.65 | 16.57 | 16.20 | 16.66     |       |
| 5                 | Sandra Lemos          | Colômbia      | 16.46 | 16.54 | 16.26 | 16.34 | x     | 16.16 | 16.54     |       |
| 6                 | Ana Caroline da Silva | Brasil        | 15.66 | 16.11 | x     | x     | x     | x     | 16.11     |       |
| 7                 | Alicia Grootfaam      | Suriname      | x     | 13.43 | 13.43 | x     | x     | x     | 13.43     |       |

### Lançamento de disco
29 de julho
| Posição           | Atleta             | Nacionalidade | #1    | #2    | #3    | #4    | #5    | #6    | Resultado | Notas |
| ----------------- | ------------------ | ------------- | ----- | ----- | ----- | ----- | ----- | ----- | --------- | ----- |
| Medalha de ouro   | Izabela da Silva   | Brasil        | 59.81 | x     | x     | 61.26 | x     | 60.15 | 61.26     |       |
| Medalha de prata  | Karen Gallardo     | Chile         | 56.46 | 56.09 | 57.44 | 58.71 | 59.91 | 59.92 | 59.92     |       |
| Medalha de bronze | Andressa de Morais | Brasil        | 59.37 | x     | x     | x     | x     | 58.82 | 59.92     |       |
| 4                 | Yerlin Mesa        | Colômbia      | 51.17 | 49.86 | 53.21 | 50.68 | 51.82 | 52.08 | 53.21     |       |
| 5                 | Ailen Armada       | Argentina     | x     | 52.16 | 52.44 | x     | 53.17 | 52.87 | 53.17     |       |
| 6                 | Catalina Bravo     | Chile         | 40.32 | 45.71 | 45.88 | x     | 45.02 | 45.92 | 45.92     |       |

### Lançamento de martelo
28 de julho
| Posição           | Atleta                   | Nacionalidade | #1    | #2    | #3    | #4    | #5    | #6    | Resultado | Notas |
| ----------------- | ------------------------ | ------------- | ----- | ----- | ----- | ----- | ----- | ----- | --------- | ----- |
| Medalha de ouro   | Rosa Rodríguez           | Venezuela     | 62.32 | 68.12 | x     | x     | x     | x     | 68.12     |       |
| Medalha de prata  | Mayra Gaviria            | Colômbia      | 62.25 | 65.13 | 67.07 | 64.41 | 64.15 | 62.10 | 67.07     |       |
| Medalha de bronze | Ximena Zorrilla          | Peru          | 64.76 | 65.92 | 64.77 | x     | 62.55 | 62.26 | 65.92     |       |
| 4                 | Nereida Santacruz        | Equador       | 62.68 | 61.04 | x     | x     | x     | x     | 62.68     |       |
| 5                 | Daniela Gómez            | Argentina     | 60.91 | 62.36 | 59.96 | 56.88 | x     | 59.16 | 62.36     |       |
| 6                 | Ana Caroline da Silva    | Brasil        | 57.58 | 60.58 | 59.22 | x     | x     | 61.91 | 61.91     |       |
| 7                 | Mariana García           | Chile         | 59.30 | 58.92 | 59.69 | 60.87 | 61.44 | 58.64 | 61.44     |       |
| 8                 | Mariana Marcelino        | Brasil        | 58.98 | 59.72 | x     | x     | 58.87 | 59.76 | 59.76     |       |
| 9                 | María del Pilar Piccardo | Paraguai      | 44.46 | x     | 47.31 |       |       |       | 47.31     |       |

### Lançamento de dardo
30 de julho
| Posição           | Atleta                | Nacionalidade | #1    | #2    | #3    | #4    | #5    | #6    | Resultado | Notas |
| ----------------- | --------------------- | ------------- | ----- | ----- | ----- | ----- | ----- | ----- | --------- | ----- |
| Medalha de ouro   | Flor Ruiz             | Colômbia      | 59.46 | x     | x     | x     | 61.82 | 57.30 | 61.82     |       |
| Medalha de prata  | Jucilene de Lima      | Brasil        | 57.71 | x     | 60.68 | x     | x     | x     | 60.68     |       |
| Medalha de bronze | María Lucelly Murillo | Colômbia      | 59.75 | x     | 53.96 | x     | 59.26 | 58.56 | 59.75     |       |
| 4                 | Yuleisy Angulo        | Equador       | 55.14 | 57.64 | 57.65 | 58.14 | x     | x     | 58.14     |       |
| 5                 | Manuela Rotundo       | Uruguai       | 51.43 | 54.66 | 50.50 | 51.59 | 49.61 | 49.39 | 54.66     |       |
| 6                 | Laila Ferrer e Silva  | Brasil        | 51.30 | 53.87 | x     | x     | 51.12 | x     | 53.87     |       |
| 7                 | María Paz Ríos        | Chile         | 51.95 | x     | x     | 52.65 | x     | 51.27 | 52.65     |       |
| 8                 | Laura Paredes         | Paraguai      | 51.02 | 48.36 | x     | 48.76 | x     | 50.32 | 51.02     |       |
| 9                 | Fiorella Veloso       | Paraguai      | 45.68 | 48.10 | 41.88 |       |       |       | 48.10     |       |

### Heptatlo
29 – 30 de julho
| Colocação         | Atleta                 | Nacionalidade | 100 m C/B | SA   | AP    | 200 m | SD   | LD    | 800 m   | Total | Notas |
| ----------------- | ---------------------- | ------------- | --------- | ---- | ----- | ----- | ---- | ----- | ------- | ----- | ----- |
| Medalha de ouro   | Martha Araújo          | Colômbia      | 13.82     | 1.65 | 13.69 | 25.62 | 6.09 | 45.03 | 2:26.22 | 5785  |       |
| Medalha de prata  | Tamara de Sousa        | Brasil        | 14.37     | 1.68 | 13.79 | 26.09 | 5.78 | 41.68 | 2:46.12 | 5314  |       |
| Medalha de bronze | María Fernanda Murillo | Colômbia      | 13.99     | 1.68 | 9.61  | 25.51 | 5.78 | 37.68 | 2:32.02 | 5229  |       |
| 4                 | Ana Paula Argüello     | Paraguai      | 14.30     | 1.65 | 11.00 | 25.92 | 5.86 | 34.24 | 2:31.34 | 5170  |       |
| 5                 | Joice Micolta          | Equador       | 15.03     | 1.71 | 11.26 | 27.04 | 5.71 | 37.42 | 2:25.94 | 5150  |       |
| 6                 | Roberta dos Santos     | Brasil        | 14.94     | 1.65 | 12.21 | 26.86 | 5.49 | 33.13 | 2:39.99 | 4850  |       |
| 9                 | Anna Camila Pirelli    | Paraguai      | 16.28     | DNS  | –     | –     | –    | –     | –       | DNF   |       |

## Misto

### Revezamento 4x400 m
28 de julho
| Posição           | Raia | Nacionalidade | Atletas                                                                  | Tempo   | Notas |
| ----------------- | ---- | ------------- | ------------------------------------------------------------------------ | ------- | ----- |
| Medalha de ouro   | 4    | Colômbia      | Jhon Perlaza, Lina Licona, Anthony Zambrano, Evelis Aguilar              | 3:14.79 | ,     |
| Medalha de prata  | 6    | Brasil        | Tiago da Silva, Julia Aparecida Ribeiro, Douglas da Silva, Jainy Barreto | 3:18.02 |       |
| Medalha de bronze | 7    | Equador       | Alan Minda, Anahí Suárez, Francisco Guerrero, Nicole Caicedo             | 3:24.42 |       |
| 4                 | 3    | Paraguai      | Marcos González, Fatima Amarilla, Antoliano Arrua, Montserrath Gauto     | 3:39.54 |       |
| 9                 | 5    | Argentina     | Bruno Agustín, Noeli Martínez, Julian Alberto, Camila Roffo              | DNF     |       |

Legenda
| Recorde mundial       | Recorde mundial (World record)               |                       | Recorde africano                      | Recorde africano (African) |                                           | Q | Classificado por posição (Qualified) |
| Recorde do campeonato | Recorde do campeonato (Championship record)  | Recorde da América    | Recorde da América (Americas)         | q                          | Classificado por melhor tempo (Qualified) |   |                                      |
| Melhor marca do ano   | Melhor marca do ano (World leading)          | Recorde asiático      | Recorde asiático (Asian)              | DNS                        | Não largou (Did not start)                |   |                                      |
| Recorde nacional      | Recorde nacional (National record)           | Recorde europeu       | Recorde europeu (European)            | DNF                        | Não terminou (Did not finish)             |   |                                      |
| Recorde pessoal       | Recorde pessoal do atleta (Personal best)    | Recorde da Oceania    | Recorde da Oceania (Oceania)          | DSQ / DQ                   | Desclassificado (Disqualified)            |   |                                      |
| Recorde da temporada  | Recorde da temporada do atleta (Season best) | Recorde sul-americano | Recorde sul-americano (South America) | NM                         | Sem marca (No mark)                       |   |                                      |